# Массатома
Массатома (*д/н–1883) — фаама держави Бамбара в 1878—1883 роках.

## Життєпис
Походив з династії Нголосі. Скориставшись невдоволенням правлінням фаами Нінемби повалив його 1878 року. Переніс столицю з Самбали до м. Морібугу, неподалік від м. Дженне. Намагався зміцнити державу, з перемінним успіхом боровся проти Імперії тукулерів. Помер або був повалений 1883 року. Трон спадкував стриєчний брат Карамоко Діарра.